# Bananarama
Bananarama — англійський поп-дует із Лондона, створений як тріо в 1980 році друзями Сарою Даллін, Шівон Фейхі та Керен Вудворд. Фейхі покинула гурт у 1988 році і була замінена на Джекі О'Салліван до 1991 року, коли тріо перетворилося на дует. Завдяки успіху як у поп-чартах, так і в танцювальних чартах вони були занесені до Книги рекордів Гіннесса за досягнення найбільшої кількості записів у чартах у світі лише жіночою групою. У період з 1982 по 2009 рік 30 синглів потрапили до топ-50 британського чарту синглів.
До десятки найкращих хітів групи у Великій Британії входять «It Ain't What You Do…» (1982), «Really Saying Something» (1982), «Shy Boy» (1982), «Na Na Hey Hey Kiss Him Goodbye» (1983), «Cruel Summer» (1983), «Robert De Niro's Waiting…» (1984), «Love in the First Degree» (1987), «Love in the First Degree» 1988 року та благодійний трек «Help!» у 1989 році. 1986 року вони зайняли перше місце в США з ще одним із своїх топ-10 британських хітів, кавер-версією «Venus». Загалом у гурту 11 синглів, які потрапили до US Billboard Hot 100 (1983—1988), включаючи топ-10 хітів «Cruel Summer» (1984) та «I Heard a Rumor» (1987). Їх пов'язують із другим британським вторгненням у США, скерованим MTV.
Тріо виступило на «Do They Know It's Christmas?», спільному благодійному синглі, який очолив чарти у Великій Британії, що вийшов 1984 року. Вони очолили австралійський чарт альбомів ARIA в червні 1988 року з Wow! (1987), і отримали номінацію на премію Brit Award як найкращий британський сингл за пісню «Love in the First Degree» та найкраще музичне відео за їх хіт-кавер на сингл Supremes «Nathan Jones» 1988 року.
Фейхі покинув гурт у 1988 році та створив Shakespears Sister, найвідоміший у Великій Британії за першою піснею «Stay» (1992). Її замінила Джекі О'Салліван. У цьому складі були п'ятірка найкращих хітів Великої Британії з «I Want You Back» (1988) та кавер-версія «Help!» The Beatles. (1989), записаний з комедійним дуетом Френч і Сондерс та коміком Кеті Берк для благодійної організації Comic Relief. Вони також потрапили до чартів з «Love, Truth and Honesty» та «Nathan Jones». 1989 року вони вирушили в свій перший світовий тур, завдяки якому нова реміксована версія «Cruel Summer» стала новим хітом. У 1990 і 1991 роках до топ-30 хітів потрапили «Only Your Love», «Preacher Man», «Long Train Running» та новий студійний альбом Pop Life, який містив ці сингли та четвертий «Ttriping on Your Love», який вийшов незабаром після альбому. Після відходу з гурту О'Саллівана наприкінці 1991 року Даллін і Вудворд продовжили виступати у Bananarama як дует, з наступними топ-30 хітами: «Movin' On» (1992), «More, More, More» (1993), «Move in My Direction» (2005) та «Look on the Floor (Hypnotic Tango)» (2005). Фейхі тимчасово приєднався до Bananarama в 2017 році, і вони гастролювали Великою Британією та Північною Америкою з листопада того ж року по серпень 2018 року.

## Кар'єра

### 1980—1982: Ранні роки
Bananarama утворилася у вересні 1980 року, коли підлітки та подруги дитинства Сара Даллін та Керен Вудворд переїхали з Брістоля до Лондона, де зустрілися з Шівоном Фейхі. Даллін та Фейхі вивчали журналістику в Лондонському коледжі моди (Університет мистецтв), а Вудворд працював на BBC в Портленд-Плейс. Даллін і Вудворд жили в YWCA, бо не мали житла, поки Пол Кук, з яким вони подружилися після зустрічі в клубі, не запропонував їм жити у колишній репетиційній кімнаті Sex Pistols на Денмарк-стріт, Чарінг-Крос. Вони взяли свою назву, частково, від пісні Roxy Music «Pyjamarama».
Тріо було палким послідовником музичних напрямів панк-року та пост-панку наприкінці 1970-х та початку 1980-х років. Вони часто виконували імпровізовані сети або бек-вокал на концертах для «розігріву» таких гуртів, як The Monochrome Set, The Professionals, Subway Sect, Iggy Pop, Department S, The Nipple Erectors та The Jam. У 1981 році Bananarama записали своє перше демо, «Aie a Mwana», як кавер на пісню Black Blood, виконану на суахілі. Це демо прослухали на Demon Records, та згодом запропонували Bananarama їхню першу угоду. Ця пісня стала андеграундним хітом (у Великій Британії № 92), і Bananarama були підписані з Decca (пізніше London Records) і залишалися на лейблі до 1993 року. Британський музичний журнал The Face опублікував статтю про Bananarama після випуску їхнього першого синглу. Це привернуло увагу колишнього учасника Specials Террі Голла, який запросив їх співпрацювати з його новим вокальним гуртом Fun Boy Three над їх альбомом і синглом «It Ain't What You Do (It's The Way That You Do It)». 1982 року пісня потрапила до п'ятірки найкращих у Великій Британії та принесла Bananarama перший значний успіх у мейнстримі. Пізніше того ж року Fun Boy Three став гостем на синглі Bananarama «Really Saying Something».

### 1982—1985:Deep Sea SkivingтаBananarama
Bananarama досягли свого найбільшого успіху в період з 1982 по 1989 роки, коли їхні перші три альбоми були спродюсовані та написані у співавторстві з Jolley &amp; Swain. Їхній дебютний альбом Deep Sea Skiving (у Великій Британії — № 7, а в США — № 63) (1983) містив кілька хітових синглів –"Really Saying Something" (UK #5) та «Shy Boy» (UK #4) – і включив кавер-версію «Na Na Hey Hey Kiss Him Goodbye» (у Великій Британії — № 5). «Cheers Then» (№ 45) вийшов як третій сингл, який мав невеликий успіх у чартах, але досить позитивні відгуки критиків. Гурт записав версію пісні Sex Pistols «No Feelings» наприкінці 1982 року для саундтреку британської підліткової комедії «Вечірка».
Протягом 1982 і 1983 років Bananarama здійснив кілька рекламних прес-турів по США та виступив на телебаченні на American Bandstand і Solid Gold. Успіх у Сполучених Штатах Америки прийшов у 1984 році з першою десяткою хітів «Cruel Summer».
Їхній другий альбом Bananarama (у Великій Британії — № 16, у США — № 30) (1984) був більш соціально свідомим проєктом. Музиканти гурту хотіли, щоб до неї ставилися серйозніше, тому вони писали пісні на важчих темах. «Hot Line To Heaven» (у Великій Британії — № 58) — підтримка протидії вживання наркотиків. Тим часом у «Rough Justice» (у Великій Британії — № 23) розповідалося про Томаса «Кідсо» Рейлі, менеджера групи та брата хлопця Фейхі Джима Рейлі (барабанщика північноірландського панк-гурту Stiff Little Fingers), якого застрелив і вбив британський солдат у Белфасті в серпні 1983 року. Альбом також включав хіт-сингли «Robert De Niro's Waiting…» (у Великій Британії — № 3) та їх перший американський хіт, що потрапив до топ-10 «Cruel Summer» (у Великій Британії — № 8, у США № 9) (1983), який увійшов до фільму The Karate Kid. Тріо також записало сингл «The Wild Life» (№ 70 — у США) для однойменного американського фільму 1984 року.
У 1984 році музиканти Bananarama знялися у відеокліпі Band Aid «Do They Know It's Christmas?» і були єдиними виконавцями, які з'явилися як в оригінальному Band Aid 1984, так і в версіях Band Aid II 1989 (Фейхі з'явився у версії 1984, тоді як O'Салліван з'явився у версії 1989 року).
1985 рік був тихим перехідним роком для Bananarama. Сингл «Do Not Disturb» (у Великій Британії — № 31), який з'явиться в їх наступному альбомі, зберіг їхній публічний стиль.

### 1986—1987:True Confessionsта міжнародний успіх
У 1986 році вийшов третій альбом Jolley/Swain True Confessions. Пізніші видання включали інші треки організовані продюсерами Майком Стоком, Меттом Ейткеном та Пітом Вотерменом, відомого як Сток Ейткен Вотермен (SAW). Результатом цього кроку став міжнародний хіт номер один «Venus» (ремейк пісні Shocking Blue 1969 року, яка була хітом номер 1 у 1970 році). Bananarama знайшов продюсерів після того, як почув «You Spin Me Round (Like a Record)» у виконанні гурту Dead or Alive. Пісня здобула премію Juno Award в Канаді як міжнародний сингл року. Також у 1986 році Даллін та Вудворд виступили бек-вокалістами під час виконання двох піснях на Family Album, продюсером якого став Джон Лайдон.
Музичне відео на пісню «Venus» активно транслювалося на MTV у Сполучених Штатах Америки. Гурт в ньому знімався в різних костюмах, символізуючи сатану, французьку спокусницю, вампіра та грецьких богинь. Відео ознаменувало ключовий зсув до гламурнішого та сексуальнішого стилю гурту, який контрастував із їхнім виглядом у їхніх попередніх роботах.
Подальші сингли «More Than Physical» (у Великій Британії — № 41) та «A Trick of the Night» (у Великій Британії — № 32) були менш успішними, і, тому їх популярність пішла на спад. У той час Вудворд була вагітна своїм сином Томасом і не змогла гастролювати або фізично рекламувати альбом або його наступні сингли.
Композиція «More Than Physical» поклала початок нового етапу в розвитку Bananarama з написання пісень у співпраці Stock Aitken Waterman. Це був спільний процес, який Stock описав як проблемний, попри низку хітів.
«Дуже важко бути креативним, якщо хтось просто збирається знущатися з вас або сміятися з вас», — сказав він. «З Bananarama це було просто незручно, весь час дуже незручно, і мені було некомфортно писати з ними».
Під час прес-туру в Нью-Йорку гурт також записав пісню «Riskin' a Romance», яка була показана у фільмі «Секрет мого успіху» (1987). Трек був примітний тим, що в ньому Фейхі виконувала головний вокал, а Деріл Голл зпродюсував його. Під час цієї поїздки музиканти гурту також перезаписали вокал для свого наступного британського релізу «More Than Physical» і «A Trick of the Night» з Майком Стоком у Маямі.
У березні 1987 року Бананарама брав участь у записі синглу «Let It Be» (у Великій Британії — № 1) у складі благодійного супергурту Ferry Aid. Усі продажі синглу були передані на благодійність внаслідок затоплення порома MS Herald of Free Enterprise, у результаті якого загинули 193 людини. Серед представлених співаків був Вудворд, який співав з Ніком Кейменом.

### 1987—1988:Ого!і від'їзд Фейхі
На хвилі успіху «Venus», Bananarama почав роботу над альбомом Wow! Звук групи успішно змінився в бік танцювально-орієнтованого європопу під керівництвом Піта Вотермана, але творчий процес у проєкті час від часу стикався з труднощами, і Метт Ейткен описав внесок гурту в написання пісень як мінімальний.
Альбом Wow! вийшов 4 вересня 1987 року на лейблі London Records. Він очолив австралійський чарт альбомів ARIA протягом одного тижня в червні 1988 року.
«I Heard a Rumor» (у Великій Британії — № 14, у США — № 4) став найвідомішим міжнародним хітом гурту із цього альбому. Трек має помітну схожість частково з піснею Майкла Фортунаті «Give Me Up», яка вийшла на початку 1986 року. Однак продюсер Майк Сток заперечував, що трек було створено на основі цього запису, наполягаючи на тому, що «I Heard A Rumour» був просто натхненний тенденціями європейської поп-музики того часу. «Ми не проводили відбір проб… Немає подібності в ліриці, немає фактичної подібності з точки зору ноти за нотою в мелодії», — сказав він. «Ми робили європоп».
«Love in the First Degree» (UK #3), один із їхніх найвідоміших хітів у Великій Британії, був номінований на Brit Awards 1988 року як найкращий сингл. Продюсер Піт Вотерман заявив, що йому довелося погрожувати прибрати SAW з альбому Wow!, щоб змусити його випустити, після того як гурт та лейбл вважали його занадто комерційним та не вважали за потрібне випускати в альбомі.
Наступний сингл «I Can't Help It» (який містив напівсуперечливе відео, на якому музиканти гурту знялися в молочній ванні, наповненій фруктами, і напівголими чоловіками) також став хітом (у Великій Британії — № 20).
Після випуску альбому Wow! на початку 1988 року, гурту покинула Фейхі, яка вийшла заміж за Девіда Стюарта з Eurythmics. Останнім її виступом у складі гурту стала пісня «Love in the First Degree» на Brit Awards у лютому 1988 року. Пізніше вона долучилася до поп-дуету Shakespears Sister з Марселлою Детройт, який здобув премію BRIT.

### 1988—1991: Другий склад,Greatest Hits,Pop Lifeта світове турне
Після відходу Фейхі, Джекі О'Салліван (раніше з Shillelagh Sisters) приєдналася до гурту в березні 1988 року. Сингл «I Want You Back» (у Великій Британії — № 5) був перезаписаний з О'Салліваном, як і кавер The Supremes «Nathan Jones» (у Великій Британії — № 1 5), який був номінований як найкраще відео на Brit Awards 1989 року. «Love, Truth and Honesty» (у Великій Британії — № 23) вийшов як переспів відомих пісень 1988 року Greatest Hits Collection (у Великій Британії — № 3). У той же час Bananarama увійшли до Книги рекордів Гіннеса як повністю жіноча група, яка має найбільшу кількість записів у британському чарті за всю історію, і цей рекорд досі ніхто не перевершив
Приблизно в цей час у новому складі почалася певна напруга, коли О'Салліван скаржилася, що на презентації Greatest Hits Collection в Сохо не було її фотографій, а підготовка до туру була супроводжувалася дискомфортом її товаришів по групі через її нічний спосіб життя.
Як благодійний сингл для збору коштів для Comic Relief у 1989 році, музикантки Bananarama записали кавер на пісню The Beatles «Help!» з Lananeeneenoonoo (у Великій Британії — № 3), жіночою групою, створеною британським жіночим комедійним дуетом Френч і Сондерс разом із колегою-коміком Кеті Берк. Також у 1989 році музиканти гурту розпочали своє перше світове турне, яке включало концерти в Північній Америці, Східній Азії та Великій Британії.
У альбомі Bananarama 1991 року «Pop Life» Даллін і Вудворд написали пісні разом із їхнім другом Ютом. Вони працювали з різними продюсерами, включаючи Youth, Shep Pettibone та Steve Jolley з Jolley & Swain. Вони також включили ширший спектр музичних жанрів, зокрема, регі, гітару фламенко та ейсід-хауз. Сингли «Only Your Love» (у Великій Британії — № 27), «Preacher Man» (у Великій Британії — № 20), кавер на «Long Train Running» Doobie Brothers (у Великій Британії — № 30) та «Ttriping on Your Love» (у Великій Британії — № 76) були останніми релізами групи з О'Салліваном. Цей альбом отримав одні з найсильніших і найпозитивніших відгуків у їхній кар'єрі.

### 1992—2001: перезапуск Duo,Please Yourself,Ultra VioletтаExotica
У 1992 році Даллін і Вудворд повернулися як дует і потрапили до топ-30 у Великій Британії з піснею «Movin' On» (у Великій Британії — № 24), яка була першим синглом з альбому 1993 року «Please Yourself». Іншими синглами з цього альбому були «Last Thing on My Mind» (у Великій Британії — № 71) та кавер на пісню Andrea True Connection 1976 року «More, More, More» (у Великій Британії — № 24). Цей альбом був останнім для Bananarama на London Records.
Їхньою наступною композицією став Ultra Violet 1995 року (під назвою I Found Love in Japan) на новому лейблі. Альбом і його три сингли — «I Found Love», «Every Shade of Blue» та"Take Me to Your Heart" — вийшли лише в деяких європейських країнах, Північній Америці, Японії та Австралії, але не в Британії.
У 1998 році Даллін і Вудворд попросили Фейхі приєднатися до них, щоб записати кавер версію пісні «Waterloo» гурту ABBA для виступу на Євробаченні A Song for Eurotrash на Channel 4. Однак Фахі дала зрозуміти, що це було одноразово і що вона формально не приєднується до гурту. 1999 року Даллін, Вудворд і Фейхі дали спільне інтерв'ю для епізоду музичного документального серіалу ВВС, присвяченого історії гурту. Джекі О'Салліван також взяла участь у цій програмі.
У 2001 році Даллін і Вудворд, які часто працювали у Франції, записали альбом Exotica з французьким лейблом M6. Альбом також включав кавер-версію «Careless Whisper» Джорджа Майкла, танцювальні пісні під впливом латиноамериканської та R&B-музики, а також переосмислені версії їхніх попередніх хітів.

### 2002—2006:Drama
До 2002 року Bananarama продала 40 мільйонів платівок в усьому світі. Того року вони випустили ще один альбом із найкращими хітами, The Very Best of Bananarama, у Великій Британії. Вони також записали пісню «Love Him, Leave Him, Forget Him» для шоу Sky TV Is Harry on the Boat? а також пісню «UR My Baby» для німецького диско-проєкту. Шівон Фейхі повернулася як спеціальний гість для виконання пісні «Venus». Гурт відсвяткував 20-ту річницю свого першого хіта концертом у GAY у лондонському Astoria перед аудиторією з 3000 людей. 
Завдяки моді на ретро 1980-х років Bananarama повернулася в британські танцювальні чарти в 2005 році. Solasso зробив ремікс свого раннього хіта «Really Saying Something». Відео було знято з моделями телешоу Britain's Next Top Model.
У 2005 році Даллін і Вудворд співпрацювали зі шведськими хіт-мейкерами Murlyn, працювали над записами у Швеції протягом 6 місяців для створення альбому «Drama». Перший сингл «Move in My Direction» досяг 14-го місця. Другий сингл «Look on the Floor (Hypnotic Tango)» увійшов і посів 26-те місце в чартах Великої Британії. У США в Billboard Dance Chart «Look on the Floor» посіла 2-ге місце, а «Move in My Direction» посіла 14-те місце в липні 2006 року.

### 2006—2011: Remasters таViva
Влітку 2006 року на Warner Bros було записано The Twelve Inches of Bananarama - компіляцію з дванадцяти реміксів уперше на компакт-диску. Збірка містить, серед іншого, рідкісний ремікс Джорджа Майкла на пісню"Tpping on Your Love".
19 березня 2007 року перші шість студійних альбомів Bananarama були перевидані Rhino Records на компакт-диску з додатковим матеріалом, включаючи альтернативні версії, ремікси та B-sides. 7 травня 2007 року Warner Bros. випустила ще одну збірку найкращих композицій під назвою Greatest Hits and More More More.
Даллін і Вудворд виступили разом з іншими виконавцями 1980-х років на фестивалі Retro Fest 1 вересня 2007 року в замку Кулзін в Ерширі в Шотландії.
У лютому 2007 року Bananarama повернулися в студію для запису нового матеріалу. На концерті у Франції прозвучала кавер-версія «Voyage Voyage». Музиканти Bananarama також підтвердили, що виступають запрошеними виконавцями в пісні «Ultra Violet» (не плутати з сьомим альбомом Bananarama Ultra Violet) нової танцювального гурту Block Rocker, об'єднаної продюсерами / реміксерами Digital Dog і Ashiva. Однак пісня так і не з'явилася.
У 2008 році Bananarama з'явився в турі Here and Now разом з іншими артистами 1980-х років, такими як Белінда Карлайл, Пол Янг, ABC та Рік Естлі. Також планували записати новий альбом диско-кавер-версій і нових пісень.
У серпні 2008 року музиканти Bananarama повернулися в студію, записуючи трек з Rev Run від Run-DMC, у якого був новий альбом. Він хотів взяти семпл «Na Na Hey Hey Kiss Him Goodbye» для свого треку, але потім вирішив попросити Даллін та Вудворд заспівати його замість цього. Назва треку не була підтверджена, але мала бути зазначена як «Run-DMC featuring Bananarama». Пісня «Invincible», зазначена як Rev Run за участю Bananarama, так і не з'явилася до кінця 2014 року в сольному альбомі Rev Run Red Rhythm Rewind.
У червні 2009 року Bananarama виступила на фестивалі острова Вайт. У серпні 2009 року вони виступили на фестивалі Rewind 80-х у Хенлі-он-Темзі разом з іншими артистами 1980-х, серед яких були Рік Естлі, Белінда Карлайл і Кім Вайлд. Дует також виступав на Манчестерському гей-прайді під час святкових вихідних у серпні.
У вересні 2009 року Bananarama випустив новий сингл під назвою «Love Comes» (у Великій Британії — № 44) і новий альбом Viva (у Великій Британії — № 87). Альбом був спродюсований Яном Мастерсоном і вийшов через Fascination Records. У квітні 2010 року вийшов другий сингл з альбому, новий ремікс пісні «Love Don't Live Here» (у Великій Британії — № 114) з переробкою Яна Мастерсона у 2010 році синглу 1995 року «Every Shade of Blue» та «The Runner» (спочатку записаний The Three Degrees), ремікс Buzz Junkies. Інші кавер-версії, записані в цей період, включали «Run To You» Браяна Адамса, «The Sound of Silence» Саймона і Гарфанкела та «Tokyo Joe» Браяна Феррі. Вони ввійшли як B-sides до виданих синглів і як бонусні цифрові треки до основного альбому.
У вересні 2010 року Bananarama повернулися в студію з продюсером Яном Мастерсоном і записали різдвяну пісню під назвою «Baby It's Christmas» (у Великій Британії — № 199). Трек був написаний Далліном і Мастерсоном і вийшов 13 грудня у Великій Британії та Європі як цифровий EP. Трек також увійшов до американської цифрової різдвяної компіляції під назвою Super Dance Christmas Party, Volume 3. «Baby It's Christmas» досяг 19-го місця в чарті інді-синглів Великої Британії та 199-го місця в головному чарті синглів Великої Британії. 
У квітні 2011 року Bananarama з'явилася в хіт-комедії ITV «Бенідорм» і виконала пісню «Love in the First Degree», «Robert De Niro's Waiting…» та «Movin' On».
У жовтні 2011 року Bananarama виступив на Retrolicious 2011 у Сінгапурі разом із The Human League та Беліндою Карлайл.
Даллін і Вудворд продовжували виступати наживо з 2002 року, зокрема виступаючи хедлайнерами фестивалю «Передача Гонконгу», фестивалю на острові Вайт та Гран-прі Сінгапуру. 2012 року вони вирушили в 10-денний тур по США для благодійної організації Pinktober Hard Rock і випустили міні-альбом «Now or Never».
У 2016 році вони зіграли в аншлаговому турі по Австралії, а також в Японії.

### 2012—2016:30 років «Бананарами»та«Now or Never».
9 липня 2012 року Warner Music imprint Rhino Records випустив збірку найкращих хітів на CD та DVD 30 Years of Bananarama на честь 30-річчя гурту. Альбом посів 62-гу позицію в UK Albums Chart. 9 серпня 2012 року гурт виступив у чоловічому фіналі пляжного волейболу на Олімпійських іграх у Лондоні. Вони виконали композиції «Cruel Summer», «Love in the First Degree», «Venus».
28 жовтня 2013 року вийшли перші шість альбомів Bananarama Deep Sea Skiving, Bananarama, True Confessions, Wow!, Pop Life та Please Yourself, які були перевидані Edsel Records, кожен з них складався з Deluxe 2CD та DVD. Bananarama також підтвердили виступ у 2014 році на Let's Rock Bristol! (7 червня), Let's Rock Leeds! (21 червня) і Let's Rock Southampton! (12 липня). 9 листопада 2013 року музикантки Bananarama розповіли в шоу BBC Pointless Celebrities, що вони записують новий альбом у Нешвіллі і що на нього вплинуть кантрі та поп.
У березні 2015 року Edsel Records випустив Megarama, збірку реміксів із трьох компакт-дисків, за якою в серпні послідував бокс-сет із колекції синглів із 33 компакт-дисків під назвою In A Bunch, який містить усі релізи синглів від «Aie a Mwana» до «More, More, More». У лютому 2016 року Bananarama здійснили тур по Австралії та представили свою нову пісню «Got to Get Away». 9 березня 2016 року Сара підтвердила на своїй сторінці в Twitter, що гурт Bananarama підписав нову угоду з BMG. У листопаді 2016 року на офіційній сторінці гурту в Twitter був опублікований уривок пісні з робочою назвою «Looking For Someone».
У грудні 2016 року журнал Billboard поставив їх на 94-те місце серед найуспішніших танцювальних артистів всіх часів.

### 2017–дотепер: тур з оригінальним складом,In Stereo,Really Saying SomethingтаMasquerade

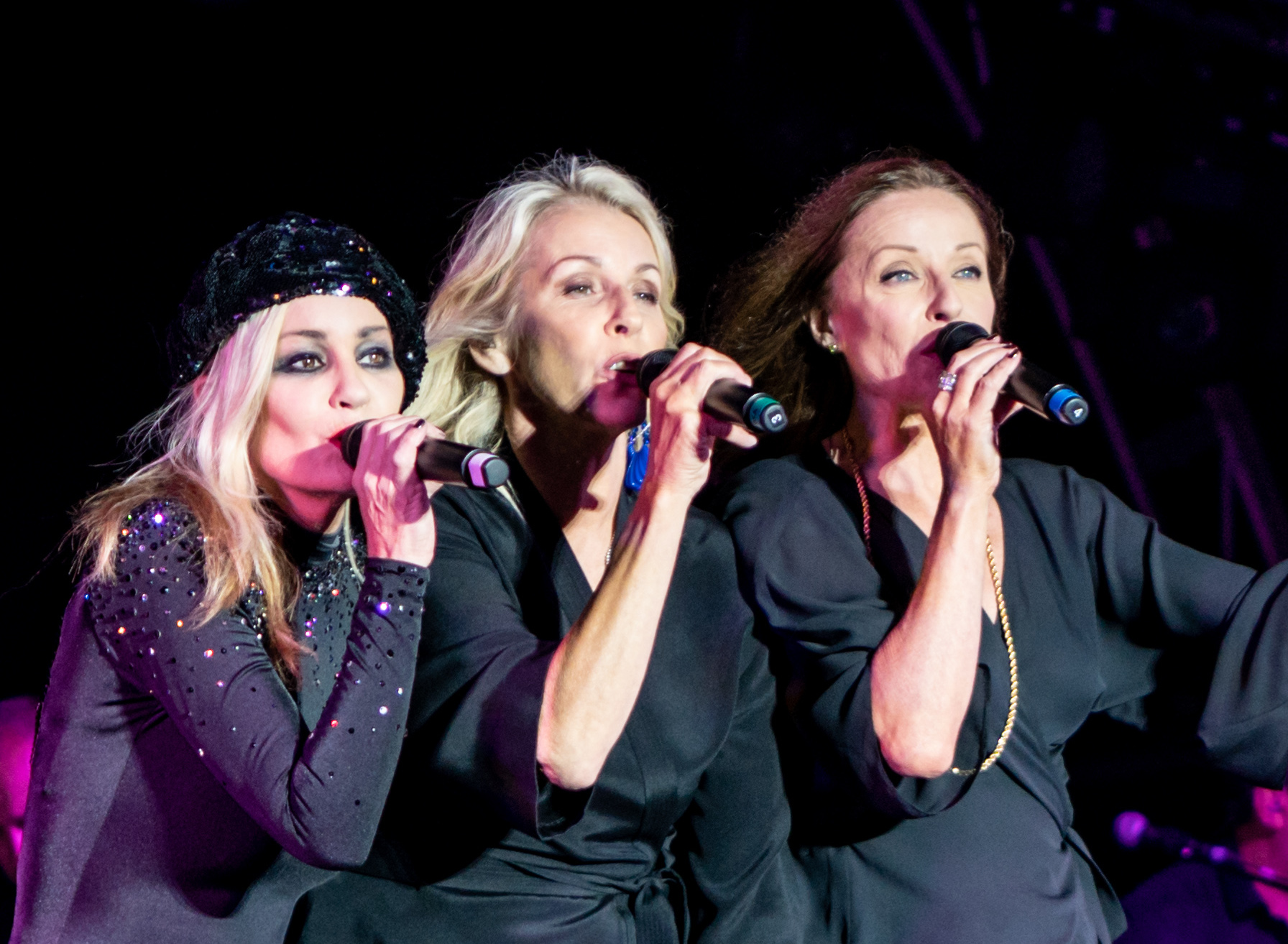
Bananarama у 2018 році

23 квітня 2017 року Фейхі знову приєднався до Bananarama. Під час туру Original Line-up Tour вони провели 23 концерти з аншлагом по всій Великій Британії в листопаді та грудні 2017 року. Вони виконали багато своїх хітів, таких як «Nathan Jones», «Robert De Niro's Waiting…», «Cruel Summer», «Really Saying Something», «I Heard A Rumor», «I Can't Help It», «Venus» та «Love in the First Degree», а також хіт Shakespears Siste «Stay». У лютому 2018 року музикантки зіграли чотири концерти в Північній Америці: Лос-Анджелес, Сан-Франциско та Нью-Йорк у Сполучених Штатах Америки, а також Торонто в Канаді. Їхні виступи в лондонському Eventim Apollo Hammersmith Theatre і Newcastle City Hall вийшли на CD, DVD і Blu-Ray через PledgeMusic у липні 2018 року. Їх останні дати виступів у складі тріо відбулися в серпні 2018 року. У листопаді 2018 року перші шість лондонських альбомів Bananarama, Deep Sea Skiving, Bananarama, True Confessions, Wow!, Pop Life і Please Yourself вийшли як кольорові вініли та обмеженим накладом касет.
22 грудня 2018 року Даллін і Вудворд знову з'явилися як учасники різдвяного випуску ігрового шоу Pointless Celebrities, в якому звучали музичні виступи з найвідомішими різдвяними хітами. Даллін і Вудворд (що брали участь у випску на Різдво з оригінальним Band Aid і Band Aid II) стали переможцями гри, вигравши джекпот у розмірі 2500 фунтів стерлінгів для обраних ними благодійних організацій.
19 квітня 2019 року Даллін і Вудворд випустили свій новий альбом In Stereo (у Великій Британії — № 29). Першим треком з альбому стала «Dance Music», а потім пішов перший офіційний сингл «Stuff Like That», який вийшов 7 березня. Режисером супровідного відеокліпу до промоції синглу став Енді Морахан, який також був режисером відеокліпів для багатьох попередніх синглів від «I Heard a Rumor» до"Preacher Man". 30 березня трек з альбому «Looking for Someone» вперше було представлено на The Graham Norton Show на BBC Radio 2. Він також вийшов як другий сингл із In Stereo. Альбом був підтриманий п'ятиденним промо-туром по Великій Британії, який пізніше того ж року вийшов як концертний альбом під назвою «Live in Stereo».
29 жовтня 2020 року Даллін і Вудворд випустили свою автобіографію під назвою Really Saying Something.
29 квітня 2022 року Даллін і Вудворд випустили трек «Favourite» зі свого дванадцятого альбому Masquerade, який вийшов 22 липня 2022 року. Такоє 15 червня 2022 року титульний трек альбому «Masquerade» вийшов як перший офіційний сингл, а через два дні з'явився відеокліп на нього. Другий трек під назвою «Velvet Lies» вийшов 18 липня 2022 року. 12 серпня 2022 року «Forever Young» вийшов як офіційний другий сингл. 14 жовтня 2022 року «Running With The Night» вийшов як офіційний третій сингл.

## Нагороди та номінації
| Нагорода                         | Рік  | Категорія                   | Номінант (-ти)             | Результати | Прим.  |
| -------------------------------- | ---- | --------------------------- | -------------------------- | ---------- | ------ |
| Billboard Music Awards           | 1986 | Top Hot 100 Artist          | Themselves                 | Номінація  | [ 29 ] |
| Billboard Music Awards           | 1986 | Top Dance Club Play Artist  | Themselves                 | Номінація  | [ 29 ] |
| Billboard Music Awards           | 1986 | Top Dance Sales Artist      | Themselves                 | Номінація  | [ 29 ] |
| Billboard Music Awards           | 1986 | Top Hot 100 Song            | «Venus»                    | Номінація  | [ 29 ] |
| Billboard Music Awards           | 1986 | Top Dance Club Play Single  | «Venus»                    | Номінація  | [ 29 ] |
| Billboard Music Awards           | 1986 | Top Dance Sales Single      | «Venus»                    | Номінація  | [ 29 ] |
| Billboard Music Awards           | 1987 | Top Hot 100 Artist          | Themselves                 | Номінація  | [ 30 ] |
| Billboard Music Awards           | 1987 | Top Dance Club Play Artist  | Themselves                 | Номінація  | [ 30 ] |
| Billboard Music Awards           | 1987 | Top Hot 100 Song            | «I Heard a Rumour»         | Номінація  | [ 30 ] |
| Billboard Music Awards           | 1987 | Top Dance Club Play Single  | «I Heard a Rumour»         | Номінація  | [ 30 ] |
| Brit Awards                      | 1988 | British Single of the Year  | «Love in the First Degree» | Номінація  | [ 31 ] |
| Brit Awards                      | 1989 | British Video of the Year   | «Nathan Jones»             | Номінація  | [ 32 ] |
| Classic Pop Readers' Awards      | 2018 | Group of the Year           | Themselves                 | Перемога   | [ 33 ] |
| Classic Pop Readers' Awards      | 2020 | Album of the Year           | In Stereo                  | Перемога   | [ 34 ] |
| International Dance Music Awards | 2007 | Best HiNRG/Euro Dance Track | «Look on the Floor»        | Номінація  | [ 35 ] |
| International Dance Music Awards | 2007 | Best Dance Music Video      | «Look on the Floor»        | Номінація  | [ 35 ] |
| Smash Hits Poll Winners Party    | 1989 | Best Group                  | Themselves                 | Номінація  | [ 36 ] |

## Учасники гурту

### Поточні учасники
- Сара Даллін (1980 – дотепер)
- Керен Вудворд (1980 – дотепер)

### Колишні учасники
- Шівон Фейхі (1980–1988, 1998, 2002, 2017–2018)
- Джекі О'Салліван (1988–1991)

## Дискографія

### Студійні альбоми
- Deep Sea Skiving (1983)
- Bananarama (1984)
- True Confessions (1986)
- Wow! (1987)
- Pop Life (1991)
- Please Yourself (1993)
- Ultra Violet (1995)
- Exotica (2001)
- Drama (2005)
- Viva (2009)
- In Stereo (2019)
- Masquerade (2022)

## Концертні тури
- Lovekids Tour (1988)
- Bananarama World Tour (1989)
- Ultra Violet/Dance Mix 95 Tour (1995—1996)
- Bananarama Australian Tour (1997)
- Bananarama & Culture Club UK Tour (1999)
- Drama Tour (2005—2006)
- Here and Now Tour (2007—2009)
- Viva Tour (2009—2010)
- The Bananarama USA Tour (2012)
- Europe Tour (2014—2015)
- The 2016 Australian Tour (2016)
- The Original Line Up UK Tour (2017)
- The Original Line Up North America and European Tour (2018)
- The 2019 Australian Tour (2019)
- In Stereo UK Tour (2019)

## Список усіх звукозаписних компаній
- London Records (Велика Британія, США, Канада, 1981—1993)
- ZYX Records (Німеччина, 1994—1996)
- avex trax (Японія, 1995 / Тайвань, 2006)
- Quality Records (Канада, 1995)
- Mega Records (Данія, 1995)
- DigIt International (Італія, 1995)
- Festival Records (Австралія, 1995)
- Popular Records (Канада, 1996)
- Curb Records (США,1996)
- M6 Interactions (Франція, 2000)
- A&G Productions (Велика Британія, 2004—2006)
- The Lab (США, 2006)
- True North Records (Канада, 2006)
- Edel Company (Німеччина, 2006)
- EQ Music (Singapore and Malaysia, 2005)
- Phantom Imports (Гон Конг, 2006)
- Central Station (Австралія, 2005)
- Pony Canyon (Японія, 2006)
- Universal Records (Філіппіни, 2005)
- Blanco y Negro Music (Іспанія,1995–2006)
- Megaliner Records (Росія, 2005)
- Nice Records (Франція, 2007)
- Fascination Records (Велика Британія, 2009—2010)
- BMG (Велика Британія, 2016—2019)
- Absolute Label Services (Велика Британія, 2019–)